# Schefflera dolichostyla
Espèce
Statut de conservation UICN

 VU D2 : Vulnérable
Schefflera dolichostyla est une espèce de plantes à fleurs de la famille des Araliaceae.

## Publication originale
- Botanische Jahrbücher für Systematik, Pflanzengeschichte und Pflanzengeographie 42(1): 152. 1908.